# Пхёнан-Намдо
Пхёна́н-Намдо́ (Южный Пхёнан, кор. 평안남도?, 平安南道?) — провинция в КНДР с административным центром в городе Пхёнсон.

## География
На севере провинция граничит с провинциями Пхёнан-Пукто и Чагандо, на востоке и юго-востоке — с провинциями Хамгён-Намдо и Канвондо, на юге — с провинцией Хванхэ-Пукто и Пхеньяном. С запада омывается Жёлтым морем.

## Административное деление
Провинция поделена на:
- 1 особый город (тыккыпси, не путать с тыкпёльси (см. Административное деление КНДР)
- 5 городов (си)
- 3 района (1 ку и 2 чигу)
- 19 уездов (кун).

### Особый город
- Нампхо, особый город (남포특급시, 南浦特級市; образован в 2004)

### Города
- Пхёнсон, административный центр провинции (평성시, 平城市; образован в декабре 1969)
- Анджу (안주시, 安州市; образован в августе 1987)
- Кэчхон (개천시, 价川市; образован в августе 1990)
- Сунчхон (순천시, 順川市; образован в октябре 1983)
- Токчхон (덕천시, 德川市; образован в июне 1986)

### Районы
- Чхоннам(-гу) (청남구, 清南區)
- Тыкчан(-чигу) (득장지구, 得將地區)
- Унгок(-чигу) (운곡지구, 雲谷地區)

### Уезды
- Чынсан (증산군, 甑山郡)
- Хвечхан (회창군, 檜倉郡)
- Мэнсан (맹산군, 孟山郡)
- Мундок (문덕군, 文德郡)
- Нёнвон (녕원군, 寧遠郡)
- Ончхон (온천군, 溫泉郡)
- Пукчхан (북창군, 北倉郡)
- Пхёнвон (평원군, 平原郡)
- Синян (신양군, 新陽郡)
- Сончхон (성천군, 成川郡)
- Сукчхон (숙천군, 肅川郡)
- Тэхын (대흥군, 大興郡)
- Тэдон (대동군, 大同郡)
- Ынсан (은산군, 殷山郡)
- Яндок (양덕군, 陽德郡)

Ниже перечислены бывшие уезды Пхёнан-Намдо, вошедшие в состав Нампхо в 2004 году:
- Чхоллима (천리마군, 千里馬郡)
- Кансо (강서군, 江西郡)
- Йонган (룡강군, 龍岡郡)
- Тэан (대안군, 大安郡)